# Hermeto Pascoal
Hermeto Pascoal (Arapiraca, 22 giugno 1936) è un compositore e polistrumentista brasiliano.

## Biografia
Pascoal è considerato una delle figure più importanti della scena musicale brasiliana, e mentore di molti musicisti connazionali quali Milton Nascimento, Airto Moreira e Flora Purim, ma anche ispiratore di grandi jazzisti, da Miles Davis a John McLaughlin.
È difficile circoscrivere il genere musicale di appartenenza di Hermeto, ma semplificando si potrebbe definire jazz.
Hermeto spesso usa la natura come base e ispirazione per le sue composizioni, e impiega strumenti non convenzionali come teiere, giocattoli e addirittura versi di animali.
È un solista virtuoso e pieno di energia e, oltre a cantare, suona numerosissimi strumenti: tastiere, sassofono, chitarra, flauto, fisarmonica e quasi tutti gli ottoni.
In una trasmissione televisiva brasiliana del 1999 è stato visto improvvisare cantando con la bocca immersa in una tazza piena di acqua.
Il suo nome giunse all'attenzione del pubblico nel 1971 quando partecipò all'incisione del disco di Miles Davis "Live/Evil", dove Pascoal suonava in numerosi brani, anche di sua composizione. Davis dichiarò che Hermeto Pascoal era "uno dei più impressionanti musicisti al mondo".
Altre sue collaborazioni coinvolsero i musicisti Airto Moreira, e Flora Purim, Antônio Carlos Jobim, Gil Evans; Pascoal è apparso anche come ospite per le orchestre sinfoniche di Berlino e Copenaghen.
Dagli anni settanta si concentrò principalmente sui suoi gruppi (in particolare "Hermeto Pascoal e Grupo"), partecipando a prestigiosi festival come il Montreux Jazz Festival nel 1979.
Pascoal ha composto numerosissimi brani (inclusa una "Cartoon Symphony"), ma ha inciso a proprio nome soltanto una dozzina di dischi, tra i quali Slaves Mass (Warner, 1976), con il bassista Ron Carter, Moreira e la Purim, Eu e Eles (Radio MEC, 1999), testimonianza della sua creatività eclettica, e l'ultimo uscito, Mundo Verde Esperança (Radio MEC, 2002).
Soprannominato "o bruxo" (lo stregone) o anche "o mago" (il mago), Pascoal è un albino: per questo motivo da giovane è stato spesso deriso.

## Discografia
- Bodas de Latão (2010) con Aline Morena
- Chimarrão com Rapadura (2006) con Aline Morena
- Mundo Verde Esperança (2002)
- Eu E Eles (1999)
- Festa Dos Deuses (1992)
- Hermeto Solo - Por Diferentes Caminhos (1988)
- Só Não Toca Quem Não Quer (1987)
- Brasil Universo (1986)
- Lagoa Da Canoa, Município De Arapiraca (1984)
- Hermeto Pascoal & Grupo (1982)
- Cérebro Magnético (1980)
- Ao Vivo Montreux Jazz Festival (1979)
- Zabumbê-Bum-Á (1979)
- Slaves Mass (1976)
- A Música Livre De Hermeto Pascoal (1973)
- Hermeto (1970)

### Altro
- Brasil Musical - Série Música Viva - Pau Brasil E Hermeto Pascoal (1996)
- Instrumental No Ccbb - Renato Borghetti E Hermeto Pascoal (1993)
- Montreux Jazz Festival (1982)
- Seeds On The Ground - The Natural Sounds Of Airto (1971)
- Natural Feelings (1970)

### Partecipazioni
- Di Melo (1975)
- Live/Evil (1971)
- Brazilian Octopus (1969)
- Quarteto Novo (1967)
- Sambrasa Trio Em Som Maior (1966)
- Conjunto Som 4 (1964)